# Фтія Епірська
Фтія Епірська (дав.-гр. Φθία; IV століття до н. е.) — цариця-консорт Епіру, дружина царя Еакіда.

## Біографія
Фтія, фессалійка за походженням, була дочкою воєначальника Менона з Фарсала, що прославився під час Ламійскої війни перемогою над Леоннатом, а також очолював армію греків разом з Антифілом у битві при Кранноні.
Фтія стала дружиною царя Еакіда з роду Піррідів. Народила сина Пірра і дочку Деіадамію, яка згодом одрудилася з Деметрієм Поліоркетом, та Троаду.
Про подальшу долю Фтії Епірської історичні джерела не повідомляють. Однак, незважаючи на те, що ще у дворічному віці її син, якого друзі батька рятували від підступів Кассандра, знайшов притулок у царя тавлантіїв Главкія, до нашого часу дійшли епірські монети, викарбувані під час правління Пірра, із зображенням Фтії.